# Osborn (Missouri)
Osborn é uma cidade localizada no estado americano de Missouri, no Condado de Clinton e Condado de DeKalb.

## Demografia
Segundo o censo americano de 2000, a sua população era de 455 habitantes.
Em 2006, foi estimada uma população de 441, um decréscimo de 14 (-3.1%).

## Geografia
De acordo com o United States Census Bureau tem uma área de
1,5 km², dos quais 1,5 km² cobertos por terra e 0,0 km² cobertos por água.

## Localidades na vizinhança
O diagrama seguinte representa as localidades num raio de 16 km ao redor de Osborn.